# Mayor
El rango militar de mayor (comandante en algunos países) es el inmediatamente inferior al de teniente coronel e inmediatamente superior al de capitán. Por lo general se desempeña como jefe de un batallón. También se ocupa de algunas de las secciones del personal o adiestramiento dentro de un batallón o en algunos casos, un regimiento. En la marina de guerra es el grado equivalente a capitán de corbeta.
En el ámbito de los países que forman parte de la OTAN, al grado de mayor le corresponde el código OF-3 según la norma STANAG 2116 que estandariza los grados del personal militar.

## Argentina
Para las Fuerzas Armadas argentinas, este es el grado que sigue al de capitán y precede al de teniente coronel en el Ejército. Su insignia se conforma de un sol dorado de fondo negro. Es el grado inferior de los dos que conforman el escalafón de oficiales jefes. En la Fuerza Aérea este grado es el que le sigue al de capitán y precede al de vicecomodoro. Este rango equivale al de capitán de corbeta para la Armada.

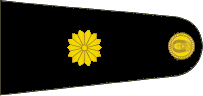
Insignia de mayor del Ejército Argentino.
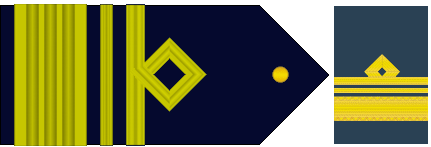
Insignias de mayor de la Fuerza Aérea Argentina.

## Brasil
En Brasil, major es el grado que sigue al de Capitán y precede al de teniente coronel en el Ejército Brasileño y en la Fuerza Aérea Brasileña. Este rango equivale al de capitão de Corveta para la Marina de Brasil.

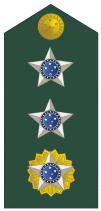
Insignia de Mayor del Ejército Brasileño.
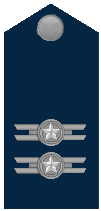
Insignia de Mayor de la Fuerza Aérea Brasileña.
Insignia de Capitán de corbeta de la Marina de Brasil.

## Chile
En Chile, mayor es el primer grado de la categoría de oficial jefe dentro de la jerarquía de oficiales. Para que un capitán pueda ascender a mayor, necesitará permanecer al menos 17 años en la institución. El mayor suele estar al mando de batallones.
Es en este grado cuando se decide cursar la especialidad primaria en alguna academia militar, la cual permite que el oficial pueda ascender a grados superiores
Un mayor del Ejército de Chile se distingue por llevar, en su uniforme formal, un galón sobre el hombro con una trenza dorada y una estrella pegada encima. En el uniforme de combate, este lleva un parche verde sobre el cuello de la camisa de combate, una línea con una estrella negra.
En Carabineros de Chile se ostenta el mismo galón sólo reemplazando la trenza dorada por una plateada. En el uniforme de combate usa exactamente el mismo distintivo que sus pares del ejército.
En la Fuerza Aérea de Chile (FACh) este grado equivale al de un comandante de escuadrilla, utiliza tres galones azules o celestes en la bocamanga de la guerrera o blusa, uno mediano de 16 milímetros, uno delgado de 8 milímetros y sobre ellos uno grueso de 16 milímetros, y encima de los tres va una estrella azul.
En la Armada equivale al de capitán de corbeta, quien utiliza tres galones dorados en la bocamanga, uno mediano de 14 milímetros, uno delgado de 7 milímetros y sobre ellos uno grueso de 14 milímetros, y encima de los tres va una estrella dorada.
En la Gendarmería de Chile el grado de mayor en lo referente a su simbología utiliza actualmente galones con forma de presilla trenzada con una estrella plateada brillante al igual que el Ejército y Carabineros, pero el diseño tiene los colores verde boldo y blanco. Se han utilizado varios distintivos de grados diferentes a lo largo de la historia de Gendarmería, desde la creación de la institución se usaron presillas trenzadas doradas con una estrella en cada hombro idénticas a las del Ejército, pero luego durante los años ochenta en la dictadura militar de Augusto Pinochet se implementó el empleo de galones tipo pala verde boldo y encima de los galones se usaba una barra plateada opaca con forma de castillo seguida de una estrella del mismo color y material en los hombros.
| Rango           | Ejército de Chile | Armada de Chile    | Fuerza Aérea de Chile     | Carabineros de Chile | Gendarmería de Chile |
| --------------- | ----------------- | ------------------ | ------------------------- | -------------------- | -------------------- |
| Oficiales Jefes | Mayor             | Capitán de Corbeta | Comandante de Escuadrilla | Mayor                | Mayor                |
|                 |                   |                    |                           |                      |                      |

## Colombia
El rango de mayor es el primer grado de los oficiales superiores de la Fuerza Pública de Colombia. Su tiempo mínimo en el grado es de cinco años y acceden a él los capitanes. Para seguir al grado siguiente, es decir, al de teniente coronel, deben los oficiales aprobar un curso de Estado Mayor. En el Ejército, la Armada y la Fuerza Aérea su insignia corresponde a una estrella sobre el medio de una barra vertical; para la policía es una barra vertical y dos ramas de laurel unidas en forma semicircular.

Insignia de mayor del Ejército.
Insignia de mayor (Infantería de Marina)/capitán de corbeta (Armada)
Insignia de mayor de la Fuerza Aérea.
Insignia de mayor de la Policía.

En el siglo XIX se denominaba "sargento mayor".

## España

Escudo de la Escuela Interarmas (Escuela de Guerra), destinada a los comandantes del Ejército Español.

En España se le conoce como comandante y tiene como distintivo de su rango una estrella de ocho puntas.

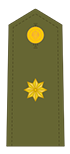
Insignias de comandante del Ejército de Tierra.
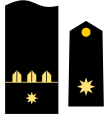
Insignias de comandante de la Infantería de Marina.
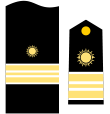
Divisa de comandante del Cuerpo de Intendencia de la Armada.
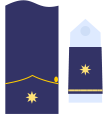
Insignias de comandante del Ejército del Aire.
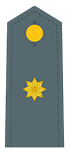
Insignias de comandante de la Guardia Civil.

## México

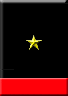
Insignia de mayor del Ejército mexicano.

En México, el mayor es el grado más bajo de los jefes, está a cargo de un batallón, aproximadamente 650 hombres y su distintivo es una estrella de 5 puntas que se coloca en las hombreras y en la gorra.

## Perú

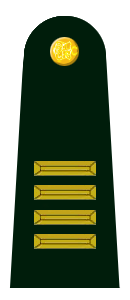
Insignia del grado de mayor del Ejército del Perú.

En Perú, es el cuarto grado de la jerarquía de oficial en el Ejército, Fuerza Aérea y Policía Nacional. Constituye el primer grado en la categoría de jefes u oficiales superiores

## Uruguay
En las Fuerzas Armadas de Uruguay, este es el grado que sigue al de capitán y precede al de teniente coronel en el Ejército Nacional y la Fuerza Aérea. En el Ejército Nacional, cumple generalmente funciones de 2.º Jefe de Unidad. Es el grado inferior de los dos que conforman el escalafón de oficiales jefes. En la Armada Nacional este grado es el que le sigue al de Teniente de Navío  y precede al de Capitán de Fragata.

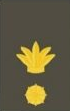
Distintivo para Mayor de Ejército

## Venezuela
En Venezuela, se distingue por una estrella dorada con una rama de olivo, siendo el primer grado de los oficiales superiores, dicha denominación de grado se utiliza en el Ejército Bolivariano, Aviación Militar Bolivariana y Guardia Nacional Bolivariana, y es equivalente a capitán de corbeta de la Armada Bolivariana. 
| Ejército Nacional Bolivariano de Venezuela | Aviación Militar Bolivariana de Venezuela |
| ------------------------------------------ | ----------------------------------------- |
|                                            |                                           |

## En otros idiomas
En francés, catalán, inglés y en alemán, este rango se escribe con «jota»: major. La pronunciación es diferente en cada uno de esos cuatro idiomas.
En gallego se escribe con «i latina»: maior.